# 孔衍 (晋朝)
孔衍（268年—320年），字舒元，晋代鲁国人。孔乂之孫。
孔子的二十二代孙，生于晋武帝泰始四年，少時好学，十二歲能通《诗經》、《尚书》。晋元帝時为安东参军，专掌记室。因得罪王敦，出京任广陵太守。卒于元帝大兴三年。著有《春秋後語》等。

## 延伸阅读
[在维基数据编辑]
 《晉書/卷091》，出自房玄齡《晉書》